# Johnson & Johnson

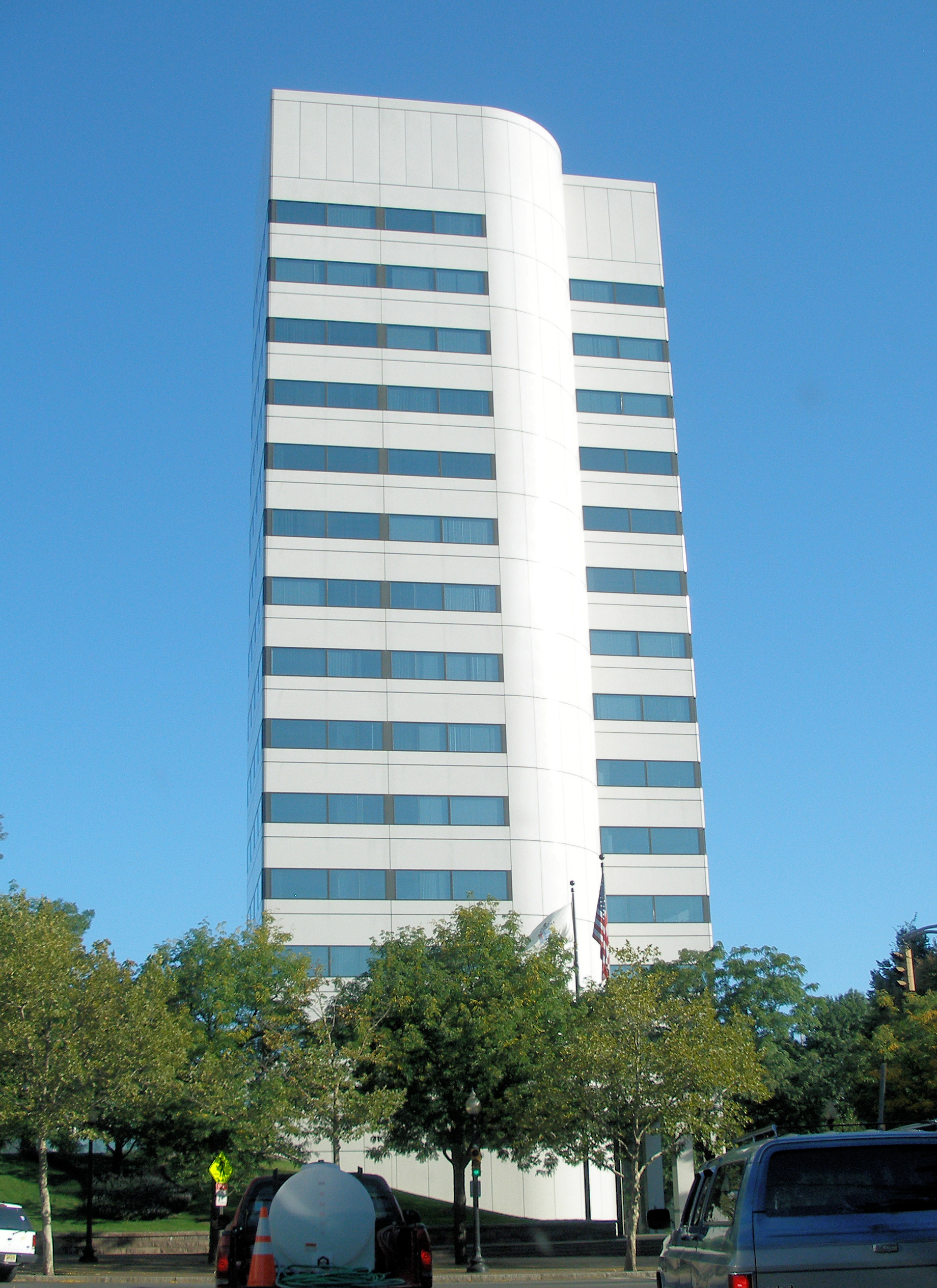
A Johnson & Johnson székháza, New Brunswick

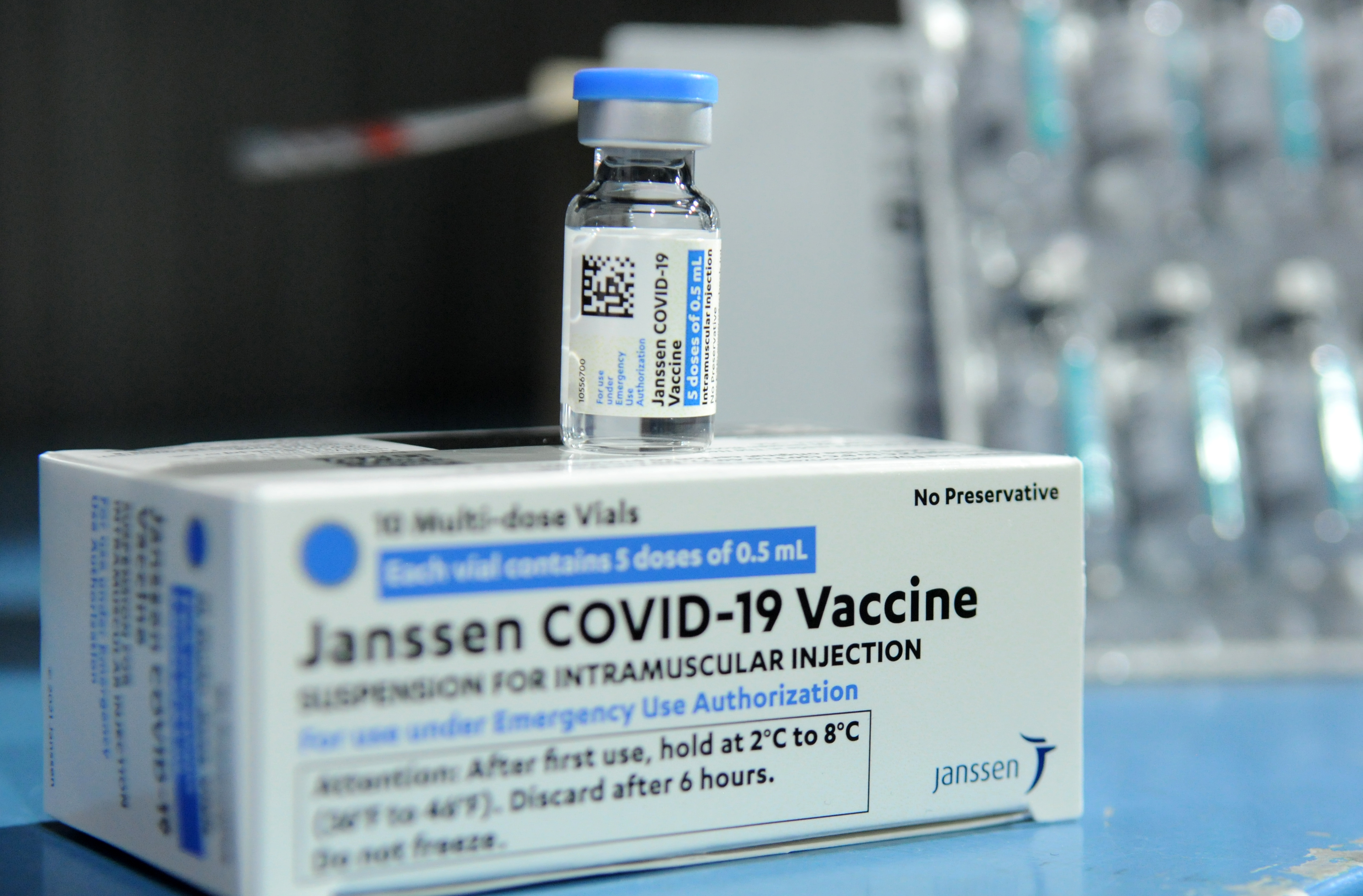
A Johnson & Johnson oltóanyaga a koronavírus ellen, a Janssen-Covid19-vakcina

A Johnson & Johnson egy nagy amerikai multinacionális vállalatcsoport, amely döntően gyógyszerek és egészségügyi termékek előállításával foglalkozik. Szerepel a Dow Jones Industrial Average-ben és a Fortune 500 lista vállalatai között. Székhelye New Brunswick (New Jersey állam). Magyarországon 1990 óta nagykereskedelmi céget működtet. A Johnson & Johnson globális ismertségét a Covid-19 elleni egydózisú vakcinája tovább erősítette.

## Történelem

### XIX. század
Robert Wood Johnson 16 évesen lett gyógyszerész-gyakornok édesanyja unokatestvére, James G. Wood patikájában, Poughkeepsie-ben, New York államban. Johnson 1873-ban George Seaburyvel alapított közös céget. A New York-i székhelyű Seabury & Johnson gyógyszeres tapaszairól vált ismertté. 1876-ban Robert Wood Johnson képviselte a céget az 1876-os világkiállításon. Ott ismerte meg Joseph Lister találmányát, az antiszeptikus sebészetet, mely aztán meghatározóan motiválta későbbi munkáit. 1885-ben Johnson útjai szétváltak üzlettársától, Seaburytől.
Ezt követően Robert Wood Johnson társult fivéreivel, James Wood Johnsonnal és Edward Mead Johnsonnal, majd 14 alkalmazottal, nyolc nővel és hat férfival, 1886-ban elindították cégüket, a Johnson & Johnsont. Az alapítás évében létrehozták a közvetlen használatra kész steril sebészeti kötözőszerek termékcsaládját. Gyártottak még steril sebészeti kellékeket és háztartási termékeket, valamint megjelentettek orvosi, gyógyászati, egészségügyi tanácsokat. Ezeken a termékeken kezdetben James Wood Johnson aláírására emlékeztető logó szerepelt, amely nagyon hasonlított a maira. Robert Wood Johnson volt a vállalat első elnöke.
A Johnson & Johnsonnak 1894-re több mint 400 alkalmazottja és 14 gyárépülete volt. 1894-ben a vállalat megkezdte a Johnson's Baby Powder, a cég első babatermékének gyártását.

### XX. század
A Johnson & Johnson minden alkalmazottját beoltotta himlő ellen az 1901-es himlőjárvány idején. A cég 1910-re már több mint 1200 embert foglalkoztatott. Ekkor a nők tették ki a cég alkalmazottainak felét, és a vállalat részlegeinek negyedét is ők vezették.
Robert Wood Johnson 1910-ben meghalt, és testvére, James Wood Johnson követte őt a vállalat élén.
1916-ban felvásárolták a Chicopee Manufacturing Companyt. Az első világháború vége felé kitört az 1918-as influenza járvány. A vállalat szabadalmaztatott és és elkezdett forgalmazni egy járványügyi maszkot, amely segített megakadályozni az influenza terjedését. 1944-ben a vállalatot bevezették a tőzsdére és részvénytársasággá váltak.
1933-ban Constant Janssen, Paul Janssen édesapja megszerezte a jogot a Richter magyarországi gyógyszergyár gyógyszeripari termékeinek forgalmazására Belgium, Hollandia és Belga-Kongó számára. 1934. október 23-án Turnhoutban megalapította az N.V. Produkten Richter vállalatot.  A második világháború után a cég neve Eupharmára változott, bár az eredeti Richter cégnevet használták egészen 1956-ig. 1956-ban Paul Janssen saját kutatólaboratóriumot alapított apja Richter-Eurpharma vállalatán belül. A vállalat nevét 1956. április 5-én NV Laboratoria Pharmaceutica C. Janssenre változtatták. 1958. május 2-án a beerse-i kutatási részleg önálló jogi személyiségűvé vált N.V. Research Laboratorium C. Janssen néven. 1961. október 24-én a vállalatot felvásárolta a Johnson & Johnson. 1964. február 10-én a nevet Janssen Pharmaceutica N.V.-re változtatták.

### XXI. század
2001-ben a kutatási tevékenységük egy részét átszervezték az Egyesült Államokba, a Johnson & Johnson Pharmaceutical Research and Development intézetbe. 2004. október 27-én a Janssen Research Foundation és az R.W. Johnson Gyógyszerészeti Kutatóintézet kutatási tevékenységét összevonták az új globális kutatási szervezetbe, a Paul Janssen Kutatóközpontba.
2013 augusztusában a vállalat felvásárolta az Aragon Pharmaceuticals vállalatot. 2014 novemberében a vállalat 1,75 milliárd dollárért felvásárolta az Alios BioPharma vállalatot, melyet a Janssen Pharmaceuticals fertőző betegségek terápiás területéhez csatoltak.
A Johnson & Johnson volt az első cég, amelyet bírósági ítélet felelősnek mondott ki a 2017-ben indult opioidválságban az Egyesült Államokban. Oklahoma állam bírósága 2019 augusztusában 572 millió dolláros bírságot szabott ki a cégre, mivel az marketingkampányaiban megtévesztette a vásárlókat, és ez hozzájárult az opioidfüggők számának növekedéséhez. A komoly függőségproblémákkal küzdő államban a Johnson & Johnson kötelezte magát az érintett gyógyszerek reklámozásának beszüntetésére, valamint arra, hogy pénzügyi támogatást nyújt az Oklahoma Állami Egyetemen egy függőséggel és annak kezelésével foglalkozó központ létesítését.

## A Johnson & Johnson Covid19 elleni vakcinája
A Johnson & Johnson több mint 1 milliárd dollárt fektetett a Covid19 elleni vakcina kifejlesztésébe, amelyben a U.S. Department of Health and Human Services (HHS) minisztérium Assistant Secretary for Preparedness and Response (ASPR) hivatalának, a Biomedical Advanced Research and Development Authority (BARDA) nonprofit szervezete volt a partnere. A Janssen Vaccines a Beth Israel Deaconess Medical Centerrel kötött partnerséget, hogy egy olyan vakcinát fejlesszen ki, amely ugyanazon a technológián alapul, mint amelyen az Ebola-vakcina előállításához használ oltóanyagok. A vakcina egy szaporodásra képtelen humán adenovírust használ.
2020 júliusában a Johnson & Johnson vállalta, hogy akár 300 millió adag oltóanyagot is szállít az Egyesült Államokba, elsőként 100 millió adagot, majd további 200 millió adagot, melyek leszállítására  opcionális kötelezettséget vállalt. A több mint 1 milliárd dollár értékű üzletet a Biomedical Advanced Research and Development Authority (BARDA) és az amerikai védelmi minisztérium, a  U.S. Defense Department finanszírozta.
A vakcina gyártási háttere megteremtése érdekében a Johnson & Johnson 2020 áprilisában partnerséget kötött a Catalenttel, hogy a Catalent bloomingtoni és olaszországi üzemében nagyüzemi gyártást biztosítson a vakcinának. 2020 szeptemberében a Grand River Aseptic Manufacturing megállapodott a Johnson & Johnsonnal, hogy támogatja a SARS-CoV-2 vakcina gyártását, beleértve a technológiatranszfert és a töltő- és befejező gyártást is. Később a francia Sanofi is vállalta a gyártásban való részvételt, miután kiderült, hogy nem sikerült kellőképpen megbízható minőségűre a saját vakcinája.
A vakcina I. fázisú humán klinikai vizsgálata 2020 júliusában kezdődött el. 2020 szeptemberében a Johnson & Johnson megkezdte 60 000 fős, III. fázisú, adenovírus alapú vakcinakísérletét. 2020. október 12-én a kísérletet ideiglenesen leállították, mert a vizsgálat egyik résztvevője megbetegedett. 2020. október 23-án a vállalat újraindította a kísérletet, miután bejelentette, hogy nem talált bizonyítékot arra, hogy a vakcina okozta volna a megbetegedést.
2021. január 29-én a Johnson & Johnson közzétette a csak egydózisú oltakozást igénylő vakcinája III. fázisú vizsgálatának adatai alapján készült hatékonysági jelentését. A vizsgálat során gyűjtött adatok szerint a vakcina összességében 66 százalékban volt hatékony a COVID-19 közepes és súlyos formáinak megelőzésében, míg 85 százalékban volt eredményes súlyos esetek megelőzésében. Február 27-én az Egyesült Államok gyógyszerügyi hatósága, az FDA engedélyezte a vakcinát sürgősségi felhasználásra az Egyesült Államokban 18 éves és annál idősebb személyek esetén.
2021 márciusában a Maryland állambeli Baltimore-ban az Emergent BioSolutions egyik üzemében dolgozók összekeverték két COVID-19 vakcina összetevőit, ami miatt a Johnson & Johnson mintegy 15 millió adag vakcinája tönkrement. A keveredés –amelyet a szövetségi tisztviselők vizsgálatuk során emberi hibának minősítettek – lehetetlenné tette az oltóanyag szerződés szerinti határidőre való kiszállítását.
2021. április 12-én, a tervezettnél bő egy héttel később, a Janssen Pharmaceutica elindította első szállítmányait az Európai Unió országaiba, így Magyarországra is. Ekkorra az Egyesült Államokban már 6,8 millióan kapták meg a Johnson & Johnson vakcináját, mely adagonként 10 dolláros piaci árával az olcsóbb oltások közé tartozott.
Másnap az FDA és az amerikai járványügyi hivatal, a CDC, a Johnson & Johnson vakcinája forgalmazásának leállítására szólított fel, mivel hat vérrögképződéses eset történt a beoltottak körben az Egyesült Államokban, és ezek közül az egyik esemény halálos kimenetelű volt. Minden érintett 18 és 48 év közötti nő volt. Az Európai Unió gyógyszerfelügyeleti hatóságának szerepét betöltő amszterdami székhelyű ügynökség, az EMA, ugyanezen a napon kiadott állásfoglalása szerint viszont a „Johnson & Johnson csoportba tartozó Janssen Pharmaceutica-Cilag NV gyógyszeripari vállalat által az új típusú koronavírus ellen kifejlesztett oltóanyag és a nagyon ritka vérrögképződéses esetek közötti összefüggésre nincs bizonyíték”. Mindazonáltal az EMA tovább folytatta az esetek kivizsgálását és a magyar kormány is elrendelte a Janssen vizsgálatát.

## A Johnson & Johnson elnökei
- Robert Wood Johnson I 1887–1910
- James Wood Johnson 1910–1932
- Robert Wood Johnson II 1932–1963
- Philip B. Hofmann 1963–1973
- Richard B. Sellars 1973–1976
- James E. Burke 1976–1989
- Ralph S. Larsen 1989–2002
- William C. Weldon 2002–

## A Johnson & Johnson leányvállalatai
A Johnson & Johnson csoport nagy mértékben tagolt, legalább 230 leányvállalata van.
Ezeket "Johnson & Johnson vállalatcsaládnak" ( "Johnson & Johnson Family of Companies") szokták nevezni.
Néhány Johnson & Johnson leányvállalat
- ALZA Corporation
- Animas Corporation
- BabyCenter, L.L.C.
- Biosense Webster, Inc.
- Centocor Ortho Biotech, Inc.
- Centocor Research & Development, Inc.
- Cilag
- Codman & Shurtleff, Inc.
- Cordis Corporation
- DePuy, Inc.
- Ethicon Endo-Surgery, Inc.
- Ethicon, Inc.
- Global Pharmaceutical Supply Group (GPSG)
- Gynecare
- HealthMedia
- Independence Technology, LLC
- Information Technology Services
- Janssen Pharmaceutica
- Janssen Pharmaceutica Products, L.P.
- Johnson & Johnson, Group of Consumer Companies, Inc.
- Johnson & Johnson Health Care Systems Inc.
- Johnson & Johnson – Merck Consumer Pharmaceuticals Co.
- Johnson & Johnson Pharmaceutical Research & Development, L.L.C.
- LifeScan, Inc.
- McNeil Consumer Healthcare
- McNeil Nutritionals
- Noramco, Inc.
- OraPharma
- Ortho Biotech Products, L.P.
- Ortho-Clinical Diagnostics, Inc. OCD
- Ortho-McNeil Pharmaceutical
- Ortho-Neutrogena (a merge of Neutrogena and Ortho Dermatological)
- Personal Products Company
- Penaten
- Pharmaceutical Group Strategic Marketing (PGSM)
- Peninsula Pharmaceuticals, Inc.
- PriCara, Inc.
- Scios Inc.
- Tasmanian Alkaloids
- Therakos, Inc.
- Tibotec
- Transform Pharmaceuticals, Inc.
- Veridex, LLC
- Vistakon

## A Johnson & Johnson legismertebb termékei
- Acuvue
- Actifed
- Ambi
- Aveeno
- Bactidol
- Band-Aid
- Benadryl
- Benecol
- Bengay
- Benylin
- Bonamine
- Caladryl
- Carefree
- Clean & Clear
- Coach
- Coach Professional
- Coach Sport
- Codral
- Combantrin
- Compeed
- Conceptrol
- Cortaid
- Cortef
- Delfen
- Desitin
- Dolormin
- E.P.T.
- Efferdent
- First-Aid
- Gynol
- Healthy Woman
- Imodium
- Johnson's Baby
- Johnson & Johnson Red Cross
- Jontex
- K-Y
- Lactaid
- Listerine
- Listermint
- Lubriderm
- Luden's
- Micatin
- Monistat
- Motrin
- Motrin Children
- Myadec
- Mylanta
- Nasalcrom
- Neko
- Neosporin
- Neutrogena
- Nicoderm
- Nicorette
- Nizoral
- Nu-Gauze
- O.B.
- OneTouch
- Pediacare
- Penaten
- Pepcid
- Pepcid AC
- Polysporin
- Ponstan
- Priligy
- Purell
- Quantrel
- REACH
- Reactine
- Regaine
- Rembrandt
- Remicade
- RoC
- Rogaine
- Rolaids
- Shower to Shower
- Simply Sleep
- Sinutab
- Splenda
- St. Joseph
- Stayfree
- Steri-Pad
- Stim-u-dent
- Sudacare
- Sudafed
- Tucks
- Tylenol
- Tylenol Baby
- Tylenol Children
- Unicap
- Vania
- Visine
- Zyrtec

## Johnson & Johnson Magyarországon
Johnson & Johnson Egészségügyi és Babaápolási Termékeket Gyártó és Forgalmazó Kft.
Rövidített név: JOHNSON & JOHNSON Kft.
Alapítás: 1990. december 27.
Cím: 1123 Budapest, Nagyenyed utca 8-14.
Székhely: Tó Park
2045 Törökbálint
Telefon: +36 23 510 919
Fax: +36 23 510 929

### Honlapok a vállalatról
- Johnson & Johnson Corporate Homepage
- Johnson & Johnson ties to RWJF Archiválva 2013. április 24-i dátummal a Wayback Machine-ben

### Adatok
- Yahoo!, Sector; Healthcare, Industry; Major Drugs, market cap ranking (trailing Pfizer at 200.5B on 12-3-2006)
- Johnson and Johnson Company Profile at MarketWatch.

## Fordítás
Ez a szócikk részben vagy egészben  a   Johnson & Johnson című angol Wikipédia-szócikk ezen változatának fordításán alapul.  Az eredeti cikk szerkesztőit annak laptörténete sorolja fel. Ez a jelzés csupán a megfogalmazás eredetét és a szerzői jogokat jelzi, nem szolgál a cikkben szereplő információk forrásmegjelöléseként.